# Wełykyj Kuczuriw (stacja kolejowa)
Wełykyj Kuczuriw (ukr. Великий Кучурів, ros. Великий Кучуров) – stacja kolejowa w miejscowości Wełykyj Kuczuriw, w rejonie czerniowieckim, w obwodzie czerniowieckim, na Ukrainie. Położony jest na linii Czerniowce – Suczawa.
Stacja powstała w XIX w., w czasach austro-węgierskich, na drodze żelaznej lwowsko-czerniowiecko-suczawskiej, pomiędzy stacjami Czerniowce i Hliboka.